# BRF (기업)
BRF(과거 이름: Brasil Foods S.A.)는 브라질의 식품 기업이다.